# 前田亜紀 (ディレクター)
前田 亜紀（まえだ あき、1976年 - ）は、日本のドキュメンタリー映画監督、プロデューサー、テレビディレクター。

## 来歴
大分県別府市出身。大分県立別府羽室台高等学校卒業。2000年3月、東京学芸大学卒業。映画が好きだったことから映像の仕事を目指し、2001年、テレビマンユニオンの番組契約スタッフとなる。
2009年、フリーとなり、ディレクターとして、『ETV特集』『新日本風土記スペシャル』『情熱大陸』『ザ・ノンフィクション』『NONFIX』などを演出。
しかし生活は苦しく、取材中の作品が完成したら辞めようとハローワークに通う計画を立てるところまで追い込まれる。その矢先に作品が評価され、2014年にネツゲンに入社した。前田は当時のことについて東京新聞のインタビューで「上の世代の女性がいばらの道を舗装してくれていたし、女性だから仕事をもらえたこともあった」と答えている。『NHKスペシャル』の「6男4女 サーカス家族の夏」、『映像の世紀プレミアム』の「グレートファミリー／運命の3つの都」などを手掛けた。
2016年5月公開の大島新監督のドキュメンタリー映画『園子温という生きもの』でプロデューサーを務める。同年11月、初映画監督作品となる『カレーライスを一から作る』が公開。同作品は探検家の関野吉晴の武蔵野美術大学のゼミを追ったドキュメンタリー映画で、のちにポプラ社から書籍化された。
2018年、信友直子監督のドキュメンタリー映画『ぼけますから、よろしくお願いします。』で大島新、濱潤とともにプロデューサーを務めた。同作品は動員20万人を超える大ヒットとなり、文化庁映画賞と文化記録映画大賞を受賞した。
衆議院議員の小川淳也の17年の活動を追いかけた『なぜ君は総理大臣になれないのか』（2020年）、小川とともに自民党の平井卓也と日本維新の会の町川順子の陣営も描いた『香川1区』（2021年）、ダースレイダーとプチ鹿島のコンビの『劇場版 センキョナンデス』（2023年2月）、その続編の『シン・ちむどんどん』（2023年8月）と、4本続けて政治家に焦点をおいた映画のプロデューサーを務めた（共同含む）。ネツゲンの大島とチームを組み、ヒット作を生み続けている。
『香川1区』では前田は撮影も務めた。平井卓也が高松市の公道で街頭演説をしているとき、陣営の男性が撮影中の前田を脅し、警察に通報する事件が発生した。前田は脅されている間もカメラを回し続け、取材と撮影を妨害する映像は映画に残された。ダースレイダーとプチ鹿島は、この男性と、『劇場版 センキョナンデス』で鹿島らを脅しカメラのレンズを手のひらでふさぐ男性は同一人物であると証言している。
2023年5月29日、ジャーナリストの畠山理仁を密着取材したドキュメンタリー番組『NO 選挙，NO LIFE』がフジテレビNONFIXで放映される（CMを除き48分）。同番組の撮影・ディレクターを務めた。
同年9月16日、企画立案に関わり、プロデューサーを務めたドキュメンタリー映画『国葬の日』が公開。
同年11月18日、監督第2作に当たる『NO 選挙，NO LIFE』の映画版が公開。

## ドキュメンタリー映画

### 監督作品
- カレーライスを一から作る（2016年）
- NO 選挙，NO LIFE（2023年）

### プロデュース作品
- 園子温という生きもの（2016年）
- ぼけますから、よろしくお願いします。（2018年）
- なぜ君は総理大臣になれないのか（2020年6月）
- 香川1区（2021年12月）
- 劇場版 センキョナンデス（2023年2月）
- シン・ちむどんどん（2023年8月）
- 国葬の日 (2023年9月）
- うんこと死体の復権（2024年8月）

## テレビドキュメンタリー
- ETV特集（NHK）
- 新日本風土記スペシャル（NHK）
- 情熱大陸（毎日放送）
- ザ・ノンフィクション（フジテレビ）
- NONFIX（フジテレビ）

## 著書
- カレーライスを一から作る 関野吉晴ゼミ ポプラ社 2017年

## 出演
- ポリタスTV（YouTube、2024年1月8日）
- デモクラシータイムス（YouTube、2024年8月4日）